# 나카가와촌 (에히메현 히가시우와군)
나카가와촌(中川村)은 에히메현 히가시우와군에 설치된 촌이다. 